# Varena
Varena (Varéna in dialetto fiammazzo) è una frazione di 843 abitanti del comune di Ville di Fiemme, nella provincia autonoma di Trento.
Un tempo comune autonomo, il 1⁰ gennaio 2020 si è fuso con i comuni di Carano e Daiano nel nuovo comune di Ville di Fiemme.

## Geografia fisica
Varena è situata ai piedi del Corno Nero, nella regione a nord-est del Trentino. Poco a nord di Cavalese e a breve distanza dall’altopiano del passo di Lavazè (circa 10 km), con la vicina Daiano è al confine con la provincia autonoma di Bolzano.

## Storia
Varena è una delle Ville più antiche della valle e venne ricostruita dopo un incendio scoppiato il 17 luglio 1765.

### Simboli
Stemma
Lo stemma del comune di Varena era stato approvato con D.G.P. del 16 settembre 1983.
Non sono descritti ornamenti esteriori.
Gonfalone
Il gonfalone era stato approvato con D.G.P. del 29 luglio 1988.

## Monumenti e luoghi d'interesse

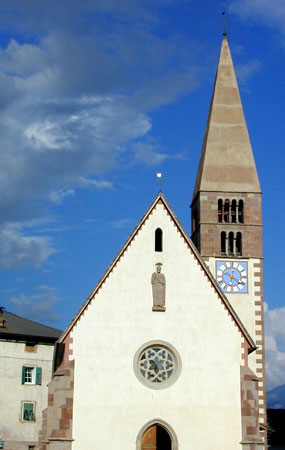
La facciata e il campanile della chiesa dei santi Pietro e Paolo.

A Varena sorge la casa del pittore Antonio Longo, aperta al pubblico con guida.
Nel paese ci sono numerose fontane ottocentesche costruite in porfido, e da queste sgorgava la miglior acqua potabile della Valle. Varena era anche famosa per l'antico stabilimento bagni che nel 1880 era noto per le cure dei bagni di fieno con erbe aromatiche raccolte in località Oclini.

### Chiesa dei Santi Pietro e Paolo
La chiesa parrocchiale è stata consacrata nel 1193 dal vescovo Corrado II ed è dedicata ai santi Pietro e Paolo.
La chiesa originariamente conteneva una serie di affreschi del medioevo che si sono conservati solo in parte causa la ricostruzione della chiesa nel 1428. Seguì un'altra ristrutturazione nel 1520. Di rilevante valore storico sono i tre capitelli rimasti della Via Crucis, affrescati da Valentino Rovisi di Moena, allievo del Tiepolo. Nella chiesa vi sono numerosi quadri del pittore don Antonio Longo (1742-1820), maestro della scuola pittorica di Fiemme, nonché i resti di alcuni affreschi attribuiti al Maestro di Lisignago.

## Attrazioni

### Presepio

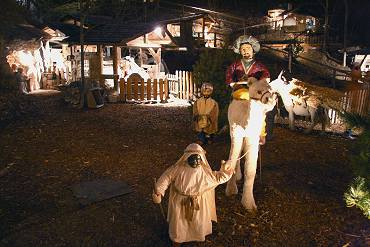
Il presepio di Varena

Il presepio di Varena, chiamato Sulla via di Betlemme, si estende su un itinerario di oltre 700 metri e un'area di 2500 m². Propone, a partire dal 1989, oltre 30 costruzioni abitate da centinaia di figure ed è diventata meta di visite anche da fuori regione.

### Lavazè

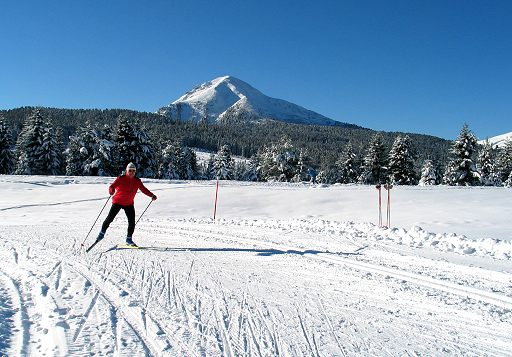
Sci di fondo a Lavazè.

A 8 km da Varena si trova l'altopiano del passo di Lavazè, località turistica frequentata in tutte le stagioni, da escursionisti estivi e da appassionati degli sport invernali. Ospita oltre 80 km di piste per lo sci di fondo e lo sci alpino.
Nel 2013, in occasione dei mondiali che si sono svolti in val di Fiemme, tutti gli impianti sono stati rinnovati e sono state create nuove piste con nuove strutture.

## Società

### Evoluzione demografica
Abitanti censiti

### Tradizioni e folclore
Tradizionale era nel passato la raccolta e la vendita del corbezzolo.

### Soprannomi
Gli abitanti di Varena, al pari di quelli degli altri paesi della Val di Fiemme, hanno un soprannome collettivo. Sono chiamati i "gatti di Varena" (gati da Varena). Il soprannome non riconduce all'enorme diffusione di felini in paese, bensì alla loro personalità sorniona e suscettibile, simile appunto ai gatti. Come i ''corvi'' di Daiano ed i "matti" di Carano.

## Amministrazione
| Periodo | Periodo | Primo cittadino  | Partito      | Carica  | Note |
| ------- | ------- | ---------------- | ------------ | ------- | ---- |
| 1995    | 2005    | Mario Vanzo      | lista civica | Sindaco |      |
| 2005    | 2020    | Paride Gianmoena | lista civica | Sindaco |      |